# سولفامتوکسازول
سولفامتوکسازول(به انگلیسی: Sulfamethoxazole) ( SMZ یا SMX ) یک آنتی‌بیوتیک است. این ماده برای درمان عفونت‌های باکتریایی مانند عفونت‌های دستگاه ادراری، برونشیت و پروستاتیت مورد استفاده قرار می‌گیرد و در برابر هر دو گروه باکتری گرم منفی و مثبت مانند لیستریا مونوسیتوژنز و اشریشیا کلی مؤثر است.
عوارض جانبی رایج شامل تهوع، استفراغ، بی‌اشتهایی و بثورات پوستی است. این دارو در دسته سولفونامیدها قرار داشته و یک مهارگر باکتری است. این دارو از سنتز اسید فولیک در باکتری‌هایی که باید خود سنتز اسید فولیک خود را انجام دهند، جلوگیری می‌کند. اسید فولیک در سلول‌های پستانداران و برخی باکتری‌ها سنتز نمی‌شوند بلکه به صورت پیش‌ساخته (ویتامین B9) تامین می‌شود، بنابراین نسبت به سولفامتوکسازول حساس نیستند.
این دارو در سال ۱۹۶۱ در ایالات متحده معرفی شد. اکنون بیشتر به صورت ترکیبی با تری متوپریم (به صورت اختصار SMX-TMP ) استفاده می‌شود. ترکیب SMX-TMP در فهرست سازمان بهداشت جهانی جزو داروهای ضروری به عنوان یک روش درمانی خط اول برای درمان عفونت‌های دستگاه ادراری قرار دارد.  نام‌های دیگر این دارو عبارتند از: سولفاماتالازول، سولفیزومزول، و سولفامتازول. 

## یادداشت
1. ↑  "Sulfamethoxazole". DrugBank. Retrieved 5 November 2015.
2. ↑  Brunton;  et al. (2011). Goodman and Gilman's The pharmacological Basis of Therapeautics. The McGraw-Hill Companies, Inc. pp. 1463–1469. ISBN 9780071624428.
3. ↑  Pharmaceutical Manufacturing Encyclopedia, 3rd Edition. William Andrew Publishing. 2013-10-22. ISBN 9780815518563.
4. ↑  SMZ-TMP in Abstract of "Cutaneous hypersensitivity to sulfamethoxazole-trimethoprim (SMZ TMP) in HIV infected patients" بایگانی‌شده  در ۸ فوریه ۲۰۰۹ توسط Wayback Machine at nlm.nih.gov
5. ↑  Roth, Lukas; Adler, Melissa; Jain, Tanvi; Bempong, Daniel (2018-03-28). "Monographs for medicines on WHO's Model List of Essential Medicines". Bulletin of the World Health Organization. 96 (6): 378–385. doi:10.2471/blt.17.205807. ISSN 0042-9686. PMC 5996216. PMID 29904220.
6. ↑  PubChem. "Sulfamethoxazole - Substance Summary", پاب‌کم, مرکز ملی اطلاعات زیست‌فناوری (NCBI), کتابخانه ملی پزشکی ایالات متحده آمریکا (NLM), مؤسسه ملی سلامت (NIH)
7. ↑  ChemDB. "Sulfamethoxazole" بایگانی‌شده  در ۲۰۱۲-۱۲-۱۵ توسط Archive.today, ChemDB, National Institute of Allergy and Infectious Diseases (NIAID), National Institutes of Health (NIH)
8. ↑  Sulfamethazole in "Clinical Diabetes: Case Study: A 90-Year-Old Man With Confusion and Night Sweats", and "Chronic Granulomatous Disease" بایگانی‌شده  در ۲۰۱۱-۰۷-۲۶ توسط Wayback Machine